# Coppa ACLAV 2015
La Coppa ACLAV 2015 si è svolta dal 27 ottobre al 7 novembre 2015: al torneo hanno partecipato undici squadre di club argentine e la vittoria finale è andata per la terza volta all'UPCN Vóley Club.

## Regolamento
La competizione prevede la partecipazione degli 11 club impegnati nella Liga Argentina de Voleibol 2015-2016. 
Il torneo è diviso in due fasi:
- Nella prima fase le undici formazioni vengono divise in tre gironi, dove si affrontano in un round-robin dal quale le prime classificate e la migliore seconda accedono alla final four;
- In final four le quattro formazioni si affrontano in gara unica, dando vita alle semifinali, alla finale per il terzo posto e alla finale per il titolo.

## Squadre partecipanti
| - Alianza Jesús María - Ciudad - Bolívar - Gigantes del Sur - La Unión de Formosa - Lomas | - Obras Sanitarias - Pilar - Puerto San Martín - UNTreF - UPCN |

## Torneo

### Prima fase

#### Gruppo 1

##### Risultati
| 7 novembre 2015 Estadio Aldo Cantoni, San Juan Durata: ? - Spettatori: ?  | UPCN             | 3 - 0 | Gigantes del Sur | 25-22, 25-22, 25-21               |
| 8 novembre 2015 Estadio Aldo Cantoni, San Juan Durata: ? - Spettatori: ?  | Obras Sanitarias | 3 - 1 | Gigantes del Sur | 27-25, 24-26, 25-19, 25-22        |
| 10 novembre 2015 Estadio Aldo Cantoni, San Juan Durata: ? - Spettatori: ? | UPCN             | 2 - 3 | Obras Sanitarias | 25-21, 22-25, 25-23, 21-25, 13-15 |

##### Classifica
| Pos. | Squadra          | Pt | G | V | P | SV | SP | Ratio | PF  | PS  | Ratio |
| ---- | ---------------- | -- | - | - | - | -- | -- | ----- | --- | --- | ----- |
| 1    | Obras Sanitarias | 5  | 2 | 2 | 0 | 6  | 3  |       | 210 | 198 |       |
| 2    | UPCN             | 4  | 2 | 1 | 1 | 5  | 3  |       | 181 | 174 |       |
| 3    | Gigantes del Sur | 0  | 2 | 2 | 0 | 1  | 6  |       | 157 | 176 |       |

#### Gruppo 2

##### Risultati
| 28 ottobre 2015 República de Venezuela, San Carlos de Bolívar Durata: ? - Spettatori: ? | UNTreF            | 2 - 3 | Alianza Jesús María | 23-25, 25-27, 25-21, 25-23, 12-15 |
| 28 ottobre 2015 República de Venezuela, San Carlos de Bolívar Durata: ? - Spettatori: ? | Bolívar           | 3 - 0 | Puerto San Martín   | 25-16, 25-21, 25-18               |
| 29 ottobre 2015 República de Venezuela, San Carlos de Bolívar Durata: ? - Spettatori: ? | UNTreF            | 0 - 3 | Puerto San Martín   | 26-28, 22-25, 22-25               |
| 29 ottobre 2015 República de Venezuela, San Carlos de Bolívar Durata: ? - Spettatori: ? | Bolívar           | 3 - 0 | Alianza Jesús María | 25-18, 25-22, 25-18               |
| 30 ottobre 2015 República de Venezuela, San Carlos de Bolívar Durata: ? - Spettatori: ? | Puerto San Martín | 3 - 2 | Alianza Jesús María | 25-21, 16-25, 25-19, 14-25, 15-12 |
| 30 ottobre 2015 República de Venezuela, San Carlos de Bolívar Durata: ? - Spettatori: ? | Bolívar           | 3 - 0 | UNTreF              | 25-19, 25-16, 25-20               |

##### Classifica
| Pos. | Squadra             | Pt | G | V | P | SV | SP | Ratio | PF  | PS  | Ratio |
| ---- | ------------------- | -- | - | - | - | -- | -- | ----- | --- | --- | ----- |
| 1    | Bolívar             | 9  | 3 | 3 | 0 | 9  | 0  |       | 225 | 168 |       |
| 2    | Puerto San Martín   | 5  | 3 | 2 | 1 | 6  | 5  |       | 228 | 247 |       |
| 3    | Alianza Jesús María | 3  | 3 | 1 | 2 | 5  | 8  |       | 271 | 280 |       |
| 4    | UNTreF              | 1  | 3 | 0 | 3 | 2  | 9  |       | 235 | 264 |       |

#### Gruppo 3

##### Risultati
| 27 ottobre 2015 Estadio Lomas de Zamora, Lomas de Zamora Durata: ? - Spettatori: ? | Pilar               | 3 - 1 | Ciudad              | 25-19, 19-25, 25-21, 25-22 |
| 31 ottobre 2015 Estadio Lomas de Zamora, Lomas de Zamora Durata: ? - Spettatori: ? | Ciudad              | 1 - 3 | La Unión de Formosa | 27-25, 23-25, 20-25, 19-25 |
| 31 ottobre 2015 Estadio Lomas de Zamora, Lomas de Zamora Durata: ? - Spettatori: ? | Lomas               | 3 - 1 | Pilar               | 25-8, 17-25, 25-15, 25-23  |
| 1 ottobre 2015 Estadio Lomas de Zamora, Lomas de Zamora Durata: ? - Spettatori: ?  | La Unión de Formosa | 3 - 0 | Pilar               | 25-21, 25-18, 30-28        |
| 1 novembre 2015 Estadio Lomas de Zamora, Lomas de Zamora Durata: ? - Spettatori: ? | Lomas               | 3 - 0 | Ciudad              | 27-25, 25-23, 28-26        |
| 2 novembre 2015 Estadio Lomas de Zamora, Lomas de Zamora Durata: ? - Spettatori: ? | Lomas               | 3 - 1 | La Unión de Formosa | 25-20, 15-25, 25-16, 25-21 |

##### Classifica
| Pos. | Squadra             | Pt | G | V | P | SV | SP | Ratio | PF  | PS  | Ratio |
| ---- | ------------------- | -- | - | - | - | -- | -- | ----- | --- | --- | ----- |
| 1    | Lomas               | 9  | 3 | 3 | 0 | 9  | 2  |       | 262 | 227 |       |
| 2    | La Unión de Formosa | 6  | 3 | 2 | 1 | 7  | 4  |       | 262 | 246 |       |
| 3    | Pilar               | 3  | 3 | 1 | 2 | 4  | 7  |       | 232 | 259 |       |
| 4    | Ciudad              | 0  | 3 | 0 | 3 | 2  | 9  |       | 250 | 274 |       |

### Final-four

#### Semifinali
| 15 novembre 2015 Polideportivo Almirante Brown, Burzaco Durata: 2h:02 - Spettatori: ? | Bolívar          | 3 - 2 | Lomas | 23-25, 25-13, 22-25, 25-23, 16-14 |
| 15 novembre 2015 Polideportivo Almirante Brown, Burzaco Durata: 1h:33 - Spettatori: ? | Obras Sanitarias | 1 - 3 | UPCN  | 19-25, 16-25, 25-20, 17-25        |

#### Finale 3º posto
| 16 novembre 2015 Polideportivo Almirante Brown, Burzaco Durata: 2h:07 - Spettatori: ? | Lomas | 3 - 2 | Obras Sanitarias | 23-25, 25-21, 24-26, 28-26, 15-11 |

#### Finale
| 16 novembre 2015 Polideportivo Almirante Brown, Burzaco Durata: 1h:17 - Spettatori: ? | Bolívar | 0 - 3 | UPCN | 21-25, 23-25, 18-25 |